# Calopogon multiflorus
Calopogon multiflorus är en orkidéart som beskrevs av John Lindley. Calopogon multiflorus ingår i släktet Calopogon och familjen orkidéer. Inga underarter finns listade i Catalogue of Life.

## Bildgalleri

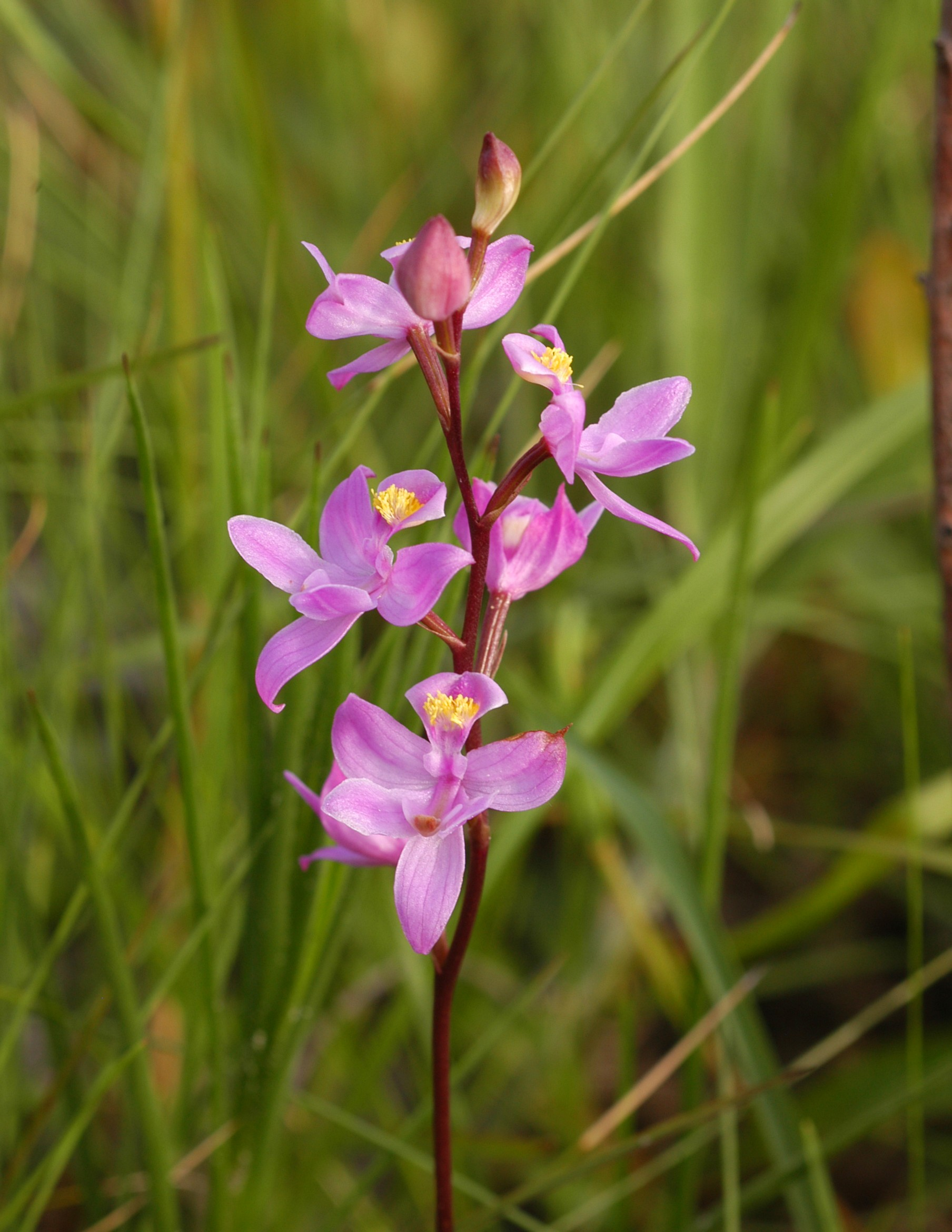